# Balgonie
Balgonie es un pueblo canadiense situado en la provincia de Saskatchewan.

## Superficie
Balgonie tiene una superficie de 4,76 km².

## Demografía
En 2021, tenía 1756 habitantes, una densidad poblacional de 369,2 hab./km², y 628 viviendas.